# Бедфорд (Вайомінг)
Бедфорд (англ. Bedford) — переписна місцевість (CDP) в США, в окрузі Лінкольн штату Вайомінг. Населення — 465 осіб (2020).

## Географія
Бедфорд розташований за координатами 42°53′54″ пн. ш. 110°56′35″ зх. д. / 42.89833° пн. ш. 110.94306° зх. д. (42.898348, -110.943127).  За даними Бюро перепису населення США в 2010 році переписна місцевість мала площу 3,35 км², уся площа — суходіл.

### Клімат
Громада знаходиться у зоні, котра характеризується континентальним субарктичним кліматом. Найтепліший місяць — липень із середньою температурою 15.6 °C (60 °F). Найхолодніший місяць — січень, із середньою температурою -8.9 °С (16 °F).
| Клімат Бедфорда         | Клімат Бедфорда | Клімат Бедфорда | Клімат Бедфорда | Клімат Бедфорда | Клімат Бедфорда | Клімат Бедфорда | Клімат Бедфорда | Клімат Бедфорда | Клімат Бедфорда | Клімат Бедфорда | Клімат Бедфорда | Клімат Бедфорда | Клімат Бедфорда |
| Показник                | Січ.            | Лют.            | Бер.            | Квіт.           | Трав.           | Черв.           | Лип.            | Серп.           | Вер.            | Жовт.           | Лист.           | Груд.           | Рік             |
| Абсолютний максимум, °C | 0,5             | 3,4             | 8               | 14              | 19,2            | 24,9            | 27,9            | 27,3            | 24,4            | 18,4            | 9,9             | 1,4             | 27,9            |
| Середній максимум, °C   | −1              | 0               | 4               | 10              | 16              | 21              | 26              | 26              | 20              | 14              | 5               | 0               | 12              |
| Середня температура, °C | −8              | −6              | −3              | 2               | 7               | 11              | 15              | 15              | 10              | 5               | −1              | −7              | 3               |
| Середній мінімум, °C    | −14             | −13             | −10             | −4              | 0               | 2               | 5               | 4               | 0               | −2              | −8              | −13             | −4              |
| Абсолютний мінімум, °C  | −22,3           | −19,1           | −16             | −8,4            | −2,8            | 1,4             | 2,3             | 2,7             | −2,4            | −6,6            | −15,2           | −20,3           | −22,3           |
| Норма опадів, мм        | 50              | 40              | 40              | 40              | 50              | 40              | 20              | 30              | 30              | 30              | 40              | 40              | 500             |
| Днів з опадами          | 10              | 9               | 10              | 9               | 10              | 8               | 6               | 6               | 7               | 7               | 8               | 10              | 100             |
| ----------------------- | --------------- | --------------- | --------------- | --------------- | --------------- | --------------- | --------------- | --------------- | --------------- | --------------- | --------------- | --------------- | --------------- |
| Джерело: Weatherbase    |                 |                 |                 |                 |                 |                 |                 |                 |                 |                 |                 |                 |                 |

## Демографія
Згідно з переписом 2010 року, у переписній місцевості мешкала 201 особа в 64 домогосподарствах у складі 53 родин. Густота населення становила 60 осіб/км².  Було 76 помешкань (23/км²).
Расовий склад населення:
| - 94,5 % — білих - 0,5 % — азіатів - 3,0 % — осіб інших рас |

До двох чи більше рас належало 2,0 %. Частка іспаномовних становила 3,5 % від усіх жителів.
За віковим діапазоном населення розподілялося таким чином: 39,8 % — особи молодші 18 років, 52,2 % — особи у віці 18—64 років, 8,0 % — особи у віці 65 років та старші. Медіана віку мешканця становила 30,8 року. На 100 осіб жіночої статі у переписній місцевості припадало 99,0 чоловіків;  на 100 жінок у віці від 18 років та старших — 108,6 чоловіків також старших 18 років.
Цивільне працевлаштоване населення становило 31 осіб. Основні галузі зайнятості: транспорт — 51,6 %, роздрібна торгівля — 48,4 %.